# 慕尼黑巴士路线列表

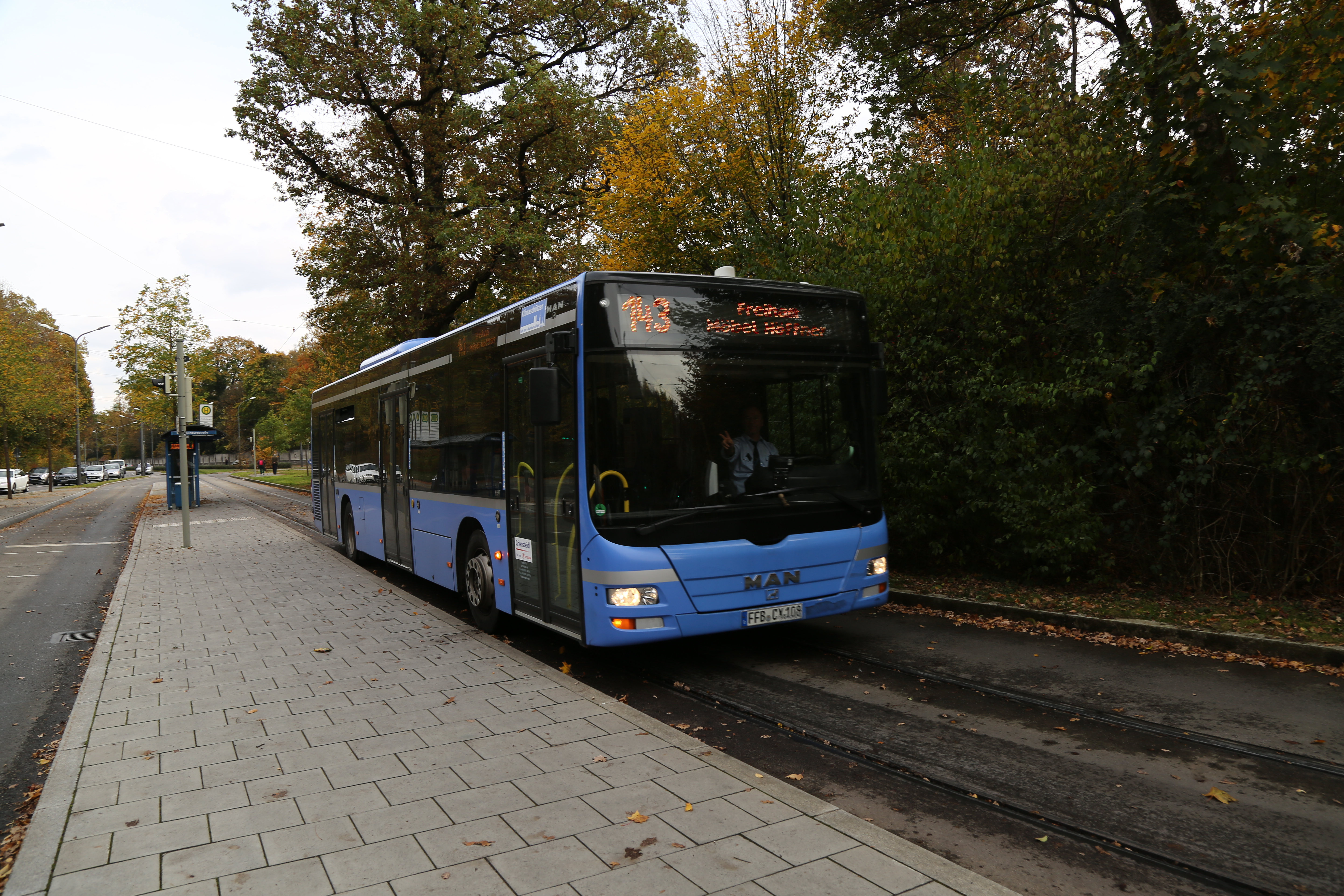
由MVG承运的城市巴士

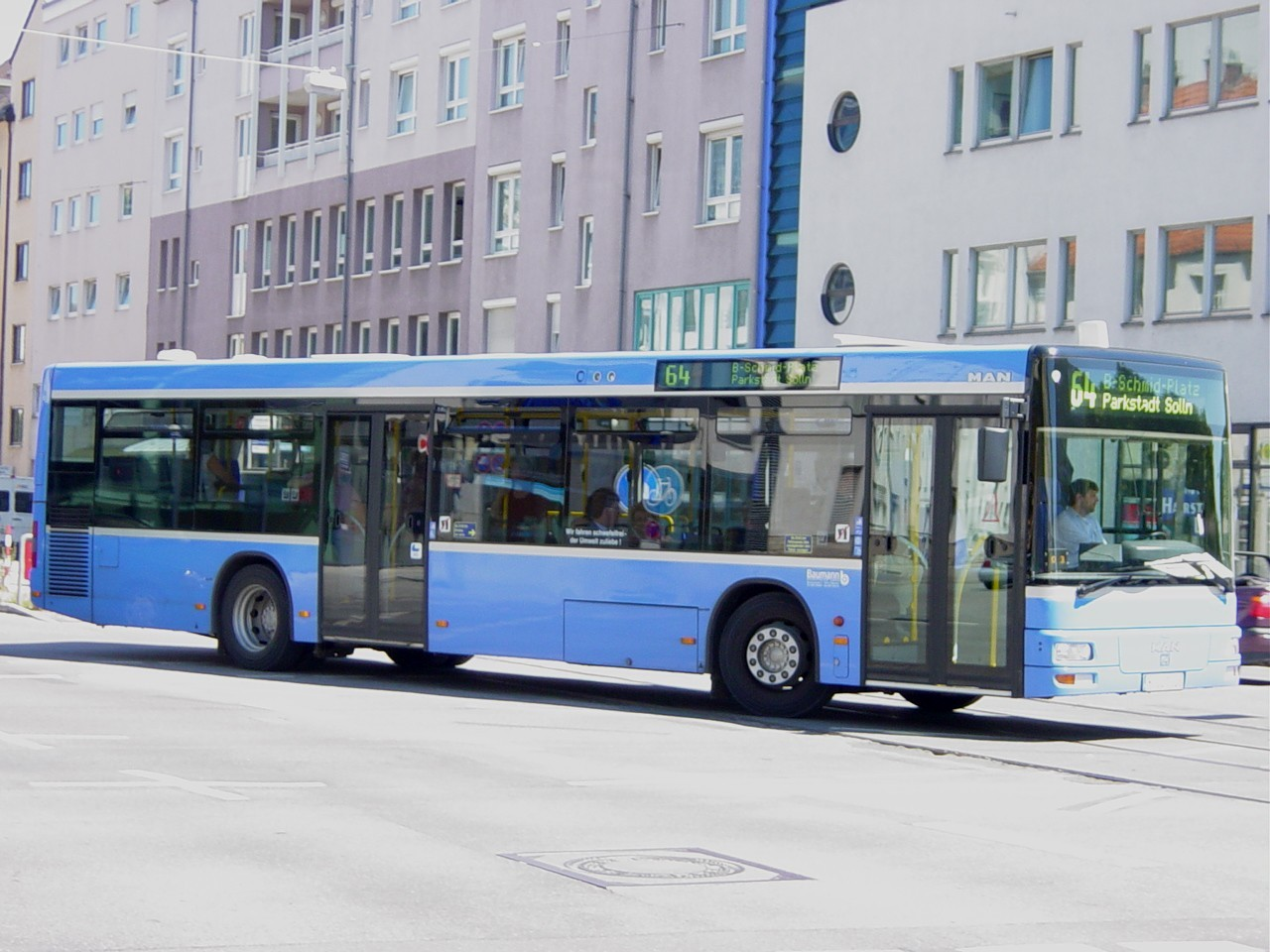
由MVG承运的一辆猛獅NL263

慕尼黑巴士路线列表（德語：Liste der Münchner Buslinien）包括慕尼黑交通公司（简称MVG）在慕尼黑巴士网络上运营的所有巴士路线。
慕尼黑交通公司为慕尼黑城市公共事业公司的子公司，并以州府慕尼黑的名义经营。它还会将一些巴士线交予分包商经营。周边地区的区域巴士线以及大部分穿越慕尼黑市界的巴士线，则由私人巴士公司以慕尼黑交通及资费集团或者县和镇的名义经营。由于州府和周边市镇的之间的权责及资金纠纷，慕尼黑交通公司不得不切断市界附近的部分巴士线；自此只有少数的城市巴士线能够穿越市界。
城市巴士与区域巴士的配色方案也不尽相同：慕尼黑交通公司及其委托的分包商使用与地铁和电车相同的全新蓝灰主色及铝白色条纹（旧车仍然使用品蓝/纯白色）；对于周边地区的路线，慕尼黑交通及资费集团（简称MVV）设计了一种白/绿/蓝的配色方案；而部分纳入MVV、由德铁上巴伐利亚巴士及其分包商的区域巴士则以交通红或相应巴士企业的配色运营。

## 系统

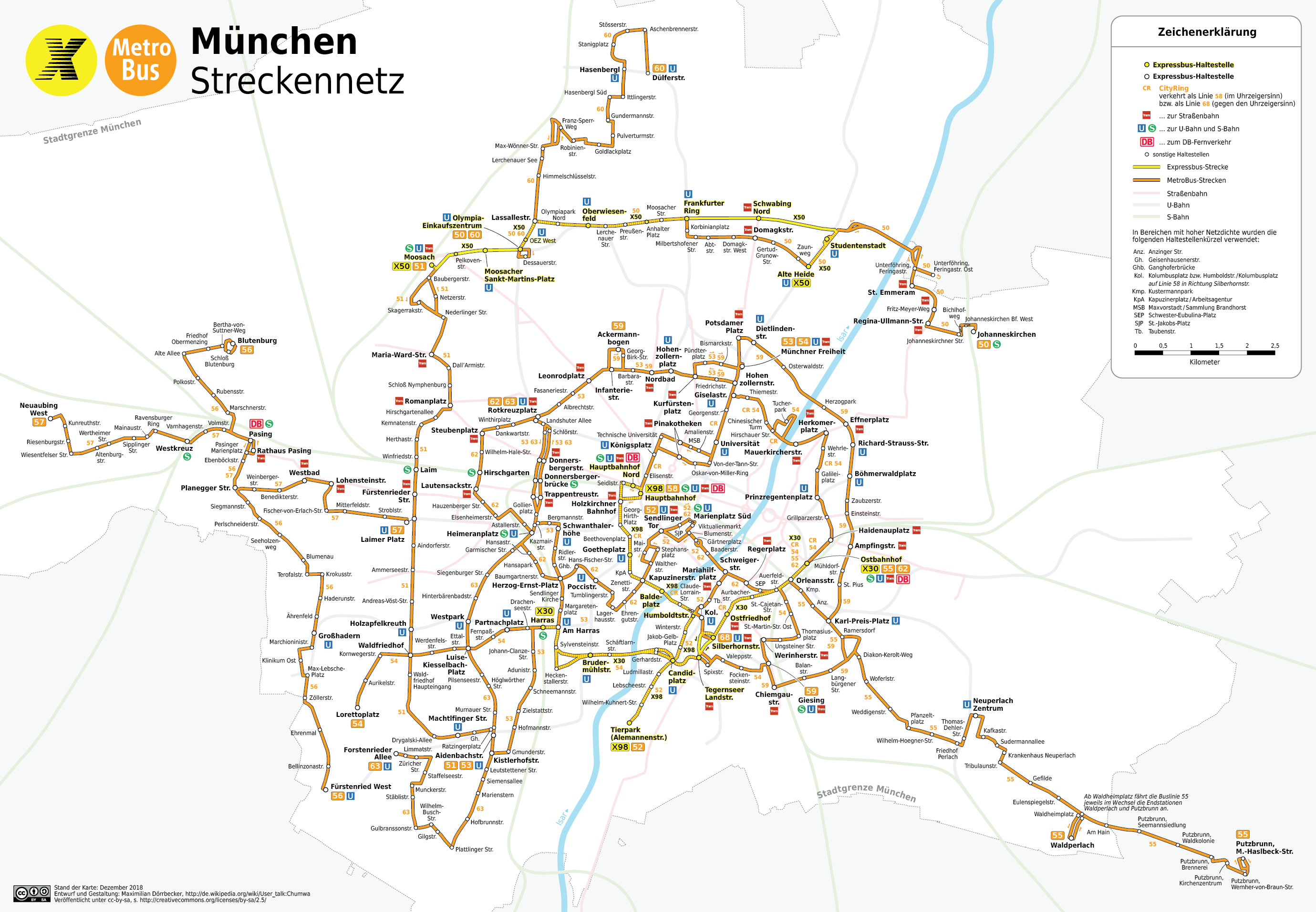
慕尼黑捷运巴士线网络图

至2004年12月12日，慕尼黑交通公司推出了一个名为“顶级巴士”（TopBus）的新路线系统，该系统对连接不同地铁、尤其是连接各市分区之间的捷运巴士线，以及常规的城市巴士线进行了区分。此外，还新增了仅在必要时开办的特定路线，即所谓的“计程巴士”（TaxiBus），同样在城市范围内运行。
路线编号分为以下几种：
- X30、X50、X80和X98：高速巴士线
- 50至68：捷运巴士线
- 100：博物馆线
- 130至199：城市巴士线
- N40至N45：在城市范围内运行的夜间巴士线
- N71至N79: 在市郊运行的夜间巴士线
- N80和N81: 从慕尼黑-帕辛火车站始发、通抵菲斯滕费尔德布鲁克县的夜间巴士线
- 200以上：区域巴士线。

## 巴士路线

### 图例说明
- 路线：指定的路线编号。
- 行车走向：包含始发和终到站、以及可与快铁及地铁相连的站点、以及当地重要站点的走向。站点之间的数字表示此处未列出的停站数量；若反方向的停站次数不同，则以斜杠区分。
- 停站： 往返行车停靠的站点数量。
- 行车时间：路线在工作日白天的往返图定运行时间。在晚上和周末，行车时间可能会缩短。
- 备注：关于路线或运行的可能备注。
- 走向链接： 行车走向于開放街圖中的链接。

所有信息均基于慕尼黑交通及资费集团提供的电子时刻表情报 （页面存档备份，存于）。

### 列表
| 路线     | 行车走向 | 停站          | 行车 时间     | 备注 | 走向 链接                                             |
| 高速巴士 | 高速巴士 | 高速巴士      | 高速巴士      | 高速巴士 | 高速巴士                                              |
| -------- | --- | ------------- | ------------- | --- | ----------------------------------------------------- |
| X30      | 哈拉斯 － 哈拉斯畔（仅去程） － 兄弟磨坊街 － 坎迪广场 － 泰根塞尔州道 － 西尔伯霍恩街 － 东部陵园 － 火车东站 | 7/8           | 19/23         | 高速巴士。周日不开行 | 往 返                                                 |
| X50      | 莫萨赫火车站 － 佩尔科芬街 － 莫萨赫圣马丁广场 － 奥林匹克购物中心西 － 上草地 － 安哈尔特广场 － 法兰克福环路 － 施瓦宾北 － 学生城 － 老荒原                                                                      | 10            | 25/26         | 高速巴士。周日不开行。 | 往 返                                                 |
| X80      | 普赫海姆火车站南 － 普赫海姆-豪斯街 － 普赫海姆-拉格街 － 洛赫豪森火车站 － 冯·卡尔街 － 下门青火车站 － 莫萨赫火车站                                                                                               | 7             | 31            | 高速巴士。周日不开行。 不停站通过格勒本采尔。 |                                                       |
| X98      | 火车总站 － 火车总站南（仅去程） － 火车总站北（仅返程） － 霍尔茨基兴火车站 － 歌德广场 － 嘉布遣街 － 巴尔德广场 － 洪堡街 － 坎迪广场 － 动物园（阿勒曼街）                                                      | 9             | 19/20         | 高速巴士。通称为“动物园快线”。仅于周六、周日及公众假期开行。 | 往 返                                                 |
| 捷运巴士 | |               |               | |                                                       |
| 50       | 德绍街 － 奥林匹克购物中心 － 3 － 上草地 － 4 － 法兰克福环路 － 7 － 老荒原 － 学生城 － 下弗灵-费林加街 － 1 － 圣埃默拉姆 － 4 － 约翰內斯基兴火车站                                                            | 28            | 41            | | 往 （页面存档备份，存于） 返 （页面存档备份，存于）   |
| 51       | 莫萨赫火车站 － 9/6 － 宁芬堡宫 － 5 － 莱姆火车站 － 1 － 莱姆广场 － 3 － 霍尔茨阿普费尔克罗伊特 － 森林陵园 － 2 － 马赫特芬街 － 2 － 埃登巴赫街                                                                | 30/27         | 42/41         | | 往 返                                                 |
| 52       | 森德灵门 － 1 － 玛丽亚广场（生牛市场） － 谷物市场 － 1 － 格特纳广场剧院 － 2 － 圣母之佑广场 － 1 － 哥伦布广场（北） － 3 － 坎迪广场 － 3 － 动物园（阿勒曼街）                                                | 19            | 23/24         | | 往 （页面存档备份，存于） 返 （页面存档备份，存于）   |
| 53       | 慕尼黑自由广场 － 3 － 霍亨索伦广场 － 北部浴场 － 5 － 红十字广场 － 3 － 多纳斯贝格桥站 － 特拉彭特罗伊街 － 3 － 施万塔勒高地 － 3 － 森德灵教堂 － 2 － 哈拉斯 － 7 － 埃登巴赫街                               | 36            | 49/51         | | 往 （页面存档备份，存于） 返 （页面存档备份，存于）   |
| 54       | 慕尼黑自由广场 － 1 － 吉瑟拉街 － 1 － 中国塔 － 6 － 摄政王广场 － 2 － 火车东站 － 6 － 吉兴火车站 － 4 － 坎迪广场 － 2 － 兄弟磨坊街 － 2/3 － 哈拉斯 － 1 － 帕特纳赫广场 － 4 － 森林陵园 － 2 － 洛雷托广场 | 43/44         | 65/66         | | 往 （页面存档备份，存于） 返 （页面存档备份，存于）   |
| 55       | 火车东站 － 3/2 － 卡尔·普莱斯广场 － 9 － 新佩拉赫中心 － 2 － 新佩拉赫医院 － 10 － 普茨布伦-米夏埃尔·哈斯尔贝克街                                                                                                | 29/28         | 38/36         | 此线每四班运行一次，高峰时段每两班运行一次 | 往 返                                                 |
| 55       | 火车东站 － 3/2 － 卡尔·普莱斯广场 － 9 － 新佩拉赫中心 － 2 － 新佩拉赫医院 － 4/5 － 瓦尔德佩拉赫（南） | 23            | 28            | | 往 返                                                 |
| 56       | 布鲁滕堡宫 － 6/7 － 帕辛火车站 － 0/1 － 帕辛玛丽亚广场 － 5 － 布鲁门瑙 － 4 － 大哈登 － 6 － 菲尔斯滕里德西 | 27/29         | 35/37         | | 往 返                                                 |
| 57       | 新奥宾西 － 8 － 西十字火车站 － 2 － 帕辛火车站 － 0/1 － 帕辛玛丽亚广场 － 4 － 西部浴场 － 4 － 莱姆广场 | 24/25         | 35/34         | 高峰时段在新奥宾至帕辛火车站间每5分钟一班 | 往 返                                                 |
| 58 68    | 火车总站 － 3 － 美术馆 － 4 － 吉瑟拉街 － 1 － 中国塔 － 5/6 － 摄政王广场 － 2 － 火车东站 － 4 － 西尔伯霍恩街 － 哥伦布广场 － 5/4 － 歌德广场 － 2/3 － 火车总站                                              | 36/37         | 58/56         | 58号线为“城市内环线”（顺时针方向），68号线为“城市外环线”（逆时针方向）。58号线在火车总站北终到。西尔伯霍恩街经由歌德广场至火车总站间于工作日白天以5分钟一班的间隔开行。 | 58 68 （页面存档备份，存于）                          |
| 59       | 阿克曼弯道 － 3 － 霍亨索伦广场 － 3 － 慕尼黑自由广场 － 1 － 迪特林登街 － 2 － 埃夫纳广场 － 理查德·施特劳斯街 － 波西米亚森林 － 6 － 卡尔·普莱斯广场 － 4 － 吉兴火车站                                        | 28            | 44/48         | | 往 返                                                 |
| 60       | 迪尔费尔街 － 3 － 哈森贝格尔 － 8 － 勒歇瑙湖 － 3 － 奥林匹克购物中心 － 德绍街 | 19            | 28/27         | | 往 返                                                 |
| 62       | 红十字广场 － 5/4 － 鹿园火车站 － 4 － 海梅兰广场 － 5 － 波契街 － 7 － 森德灵门 － 1 － 玛丽亚广场（(生牛市场)） － 谷物市场 － 1 － 格特纳广场剧院 － 6 － 火车东站                                             | 38/37         | 51/52         | | 往 （页面存档备份，存于） 返 （页面存档备份，存于）   |
| 63       | 红十字广场 － 3 － 多纳斯贝格桥站 － 特拉彭特罗伊街 － 2 － 海梅兰广场 － 3 － 西公园 － 路易丝·基塞尔巴赫广场 － 4 － 埃登巴赫街 － 14 － 福斯滕里德大道                                                           | 34            | 42/43         | | 往 （页面存档备份，存于） 返 （页面存档备份，存于）   |
| 城市巴士 | |               |               | |                                                       |
| 100      | 火车总站北 － 2/1 － 国王广场 － 工业大学 － 美术馆 － 2/3 － 音乐厅广场 － 2 － 国家博物馆/艺术之家 － 赖特莫尔街/沙克美术馆 － 和平天使像/施图克别墅 － 摄政王广场 － 2 － 火车东站                               | 18            | 26/25         | 通称为“博物馆线”。 | 往 （页面存档备份，存于） 返 （页面存档备份，存于）   |
| 130      | 帕辛火车站 － 6 － 莱姆火车站 － 4 － 韦斯滕德街 － 海梅兰广场南 － 5/4 － 哈拉斯 － 哈拉斯畔 | 21/20         | 36/31         | 周日及公众假期自8时起开行。自帕辛火车站开始继续作为157号线运行（在运营时间内）。                                                                                        | 往 返                                                 |
| 132      | 福斯滕里德公园 － 5 － 福斯滕里德大道 － 3 － 南公园 － 5 － 哈拉斯 － 4 － 因普勒街 － 6/5 － 夫琅和费街 － 2 － 路德维希桥（仅去程） － 伊萨尔门 － 1 － 玛丽亚广场                                               | 35/33         | 48/50         | 伊萨尔门－玛丽亚广场路段自9时起、因普勒街至玛丽亚广场间于白天加密运行。                                                                                                 | 往 返                                                 |
| 134      | 特蕾西娅高地 － 1 － 施万塔勒高地 － 6 － 哈拉斯 － 7/6 － 上森德灵 － 5 － 索尔恩火车站 － 4 － 索尔恩公园城 － 4 － 福斯滕里德 － 2 － 菲尔斯滕里德西                                                             | 37/36         | 50/49         | | 往 返                                                 |
| 135      | 塔尔基兴（动物园） － 2/1 － 木筏码头 － 4 － 索尔恩火车站 － 3 － 索尔恩森林陵园 | 13/12         | 14/16         | 夏季自21时起仅在塔尔基兴至索尔恩火车站间运行。22时后及周末的8时前不开行。                                                                                               | 往 返                                                 |
| 136      | 索尔恩火车站迴车线 － 13 － 埃登巴赫街 － 4/3 － 上森德灵 － 西门子工厂 － 2 － 沃尔夫拉茨豪森街 | 24/23         | 25/26         | 自20:30起以及周日和公众假期不开行 | 往 返                                                 |
| 139      | 哈拉兴医院 － 5 － 曼格法尔广场 － 5 － 吉兴火车站 － 6 － 新南部陵园 － 范策尔特广场 － 3 － 新佩拉赫中心 － 1 － 奎德街 － 5 － 特鲁德灵火车站 － 8 － 展览城西                                                   | 42            | 62            | 继续作为183号线运行（在运营时间内） | 往 返                                                 |
| 140      | 松园 － 10 － 欧洲工业园西 － 因戈尔施塔特街 － 7 － 沙伊德广场 | 21            | 29/28         | | 往 返                                                 |
| 141      | 迪尔费尔街 － 3/2 － 哈特霍夫 － 9 － 欧洲工业园西 － 因戈尔施塔特街 － 7 － 沙伊德广场 | 24/23         | 31/32         | | 往 返                                                 |
| 142      | 沙伊德广场 － 7/6 － 慕尼黑自由广场 | 9/8           | 11            | 继续作为54号线运行 | 往 返                                                 |
| 143      | 弗赖哈姆-赫夫纳家居 － 2 － 弗赖哈姆火车站 － 4 － 奥宾火车站 － 4 － 朗维德火车站 － 5/4 － 布鲁滕堡 － 4 － 上门青火车站 － 2 － 植物园 － 5 － 格奥尔格·布劳赫勒环路 － 奥林匹克购物中心                         | 35/34         | 45/47         | 傍晚以及周日和公众假期仅在布鲁滕堡宫至奥林匹克购物中心间运行 | 往 返                                                 |
| 144      | 沙伊德广场 － 4/5 － 奥林匹克山 － 奥林匹克湖 － 2/1 － 奥林匹克公园西 － 4/3 － 红十字广场 | 15/14         | 22/19         | 周一－周五从6至21时运行，周六约为7至21时，周日约为9至20时 | 往 返                                                 |
| 145      | 火车东站 － 3 － 卡尔·普莱斯广场 － 13 － 雉鸡园火车站 | 19            | 21/22         | | 往 返                                                 |
| 147      | 吉兴火车站 － 3 － 圣奎里广场 － 7 － 松街 | 12            | 16/15         | 加密吉兴－松街－下哈兴的区域巴士220线在慕尼黑境内的发车频率并提供傍晚服务                                                                                               | 往 返                                                 |
| 149      | 火车东站（邮局） － 2 － 爱因斯坦街 － 4 － 扎姆多夫居民区 － 2/3 － 扎米拉公园 | 12/13         | 15/17         | 来自155号线。周末不开行。 | 往 返                                                 |
| 150      | 不来梅街 － 法兰克福环路 － 7 － 老荒原 － 北部陵园 － 2/4 － 阿拉贝拉公园 | 14/16         | 25/24         | 周末不开行 | 往 返                                                 |
| 151      | 西部陵园 － 6 － 宁芬堡宫 － 5 － 莱姆火车站 － 1 － 莱姆广场 － 3 － 霍尔茨阿普费尔克罗伊特 － 森林陵园 － 7 － 索尔恩公园城                                                                                       | 29            | 44/41         | 部分按51号线的走向运行；森林陵园－索尔恩公园城以及西部陵园－罗曼广场路段于上午不开行；周末不开行                                                                        | 往 返                                                 |
| 153      | （哈拉斯畔 － 5 － 施万塔勒高地 － 3 － ）特拉彭特罗伊街 － 多纳斯贝格桥站 － 3 － 迈灵街 － 1 － 慕尼黑高等学院（洛特街） － 2 － 约瑟夫广场 － 5 － 大学 － 1 － 音乐厅广场                                       | 19 (29)       | 27/26 (40/37) | 周一至周五从6时至22时运行。哈拉斯至特拉彭特罗伊街间仅于上学日的高峰时段运行。                                                                                           | 往 返                                                 |
| 154      | 北部浴场 － 3 － 约瑟夫广场 － 5 － 大学 － 1 － 吉瑟拉街 － 1 － 中国塔 － 3/4 － 埃夫纳广场 － 1 － 阿拉贝拉公园北 － 1 － 科西马游泳馆 － 4 － 布鲁诺·瓦尔特环路                                                 | 28/29         | 36            | 在阿拉贝拉公园至布鲁诺·瓦尔特环路间仅每两班运行一次，傍晚及周日不开行                                                                                                   | 往 返                                                 |
| 155      | 马克斯·韦伯广场 － 2 － 火车东站（邮局） － 4/2 － 卡尔·普莱斯广场 － 拉默斯多夫 － 4 － 埃姆登街 | 15/13         | 18            | 在火车东站至拉默斯多夫间强化55号线。火车东站于工作日每两班有一班来自149号线。                                                                                           | 往 （页面存档备份，存于） 返 （页面存档备份，存于）   |
| 157      | 盖默灵路 － 8 － 西十字火车站 － 2 － 帕辛火车站 | 13            | 20/17         | 仅在周一－周五从7时至20时开行。自帕辛火车站起继续作为130号线运行。 |                                                       |
| 158      | 维斯马特内 － 5/4 － 上门青火车站 － 1 － 阿马莉堡街 | 9/8           | 10            | 小巴线；周日及公众假期不开行 | 往 返                                                 |
| 159      | 洛赫豪森火车站 － 2 － 朗维德中心 － 宝隆纳啤酒厂 － 2 － 布鲁滕堡 － 帕辛火车站 | 9             | 21/19         | 周六不开行，周日开行一班从帕辛火车站至宝隆纳啤酒厂 | 往 返                                                 |
| 160      | 卡尔斯费尔德-花园街 － 5/4 － 卡尔斯费尔德火车站西 － 5 － 阿拉赫火车站－ 6 － 布鲁滕堡 － 5 － 帕辛火车站北 － 2 － 帕辛火车站 － 1 － 帕辛医院 － 3 － 玛丽亚·艾希街                                              | 35/34         | 55/57         | 卡尔斯费尔德至阿拉赫间除高峰时段外仅每两班运行一次，周日不开行 | 往 返                                                 |
| 160      | (布鲁滕堡 － 5 － 帕辛火车站北 － 2 － )帕辛火车站 － 1 － 帕辛医院 － 5 － 洛赫哈姆车站 － 5 － 格雷弗尔芬-新陵园 \| － 格雷弗尔芬-芬肯街 \| － 马丁沼地-维尔姆河谷街 － 2 － 大哈登 － 3/4 － 森林陵园（迴车线）  | 23/24 (32/33) | 30/32 (44/48) | 周六仅在帕辛至格雷弗尔芬-芬肯街间运行；周日不开行 | 往 返                                                 |
| 162      | 松鸦街 － 3/2 － 洛赫豪森火车站 － 14 － 帕辛火车站 － 9 － 上门青火车站 － 7 － 下门青火车站－ 10 － 莫萨赫火车站                                                                                                  | 49/48         | 63/62         | | 往 返                                                 |
| 163      | 阿拉赫火车站东 － 14 － 莫萨赫火车站 － 2 － 莫萨赫圣马丁广场 － 5 － 奥林匹克购物中心 － 德绍街 | 26            | 31/32         | 在阿拉赫火车站东至克劳特海姆街仅偶尔开行；傍晚及周日不开行 | 往 返                                                 |
| 164      | 奥古斯滕费尔德街 － 6 － 阿拉赫火车站 － 12 － 下门青火车站 － 8/7 － 西部陵园 | 30/29         | 40/41         | 在冯·卡尔街至西部陵园间的路径与165号线相同；部分在傍晚作为计程巴士开行                                                                                                  | 往 返                                                 |
| 165      | 阿拉赫火车站 － 6 － 下门青火车站 － 8/7 － 西部陵园 | 17/16         | 22/20         | 在冯·卡尔街至西部陵园间的路径与164号线相同；运行至约20时止 | 往 返                                                 |
| 166      | 卡斯滕森林大道 － 2 － 菲尔斯滕里德西 － 3/4 － 肯普滕街 | 8/9           | 11/14         | | 往 返                                                 |
| 167      | 布鲁门瑙 － 13/15 － 霍尔茨阿普费尔克罗伊特 － 森林陵园（迴车线） | 16/18         | 23            | 仅工作日从8时至20时每日开行12班（每小时1班）。不计在番红花街的停站时间。                                                                                                |                                                       |
| 168      | 瓦斯特尔·维特街 － 1 － 布鲁门瑙 － 6 － 莱姆广场 － 1 － 莱姆火车站 － 宁芬堡南 | 13            | 19            | | 往 返                                                 |
| 169      | 莫萨赫火车站 － 6 － 莫萨赫火车站 | 7             | 7             | 单向环线 | 169                                                   |
| 170      | 费德莫兴火车站 － 2 － 哈森贝格尔南 － 4 － 哈特霍夫 － 14 － 松园 | 24            | 34/33         | 运行至约20:30，周六仅在松园至海德曼街开行，自那里继续作为141号线运行至迪尔费尔街；周日及公众假期不开行                                                                  | 往 返                                                 |
| 171      | 费德莫兴火车站 － 2 － 哈森贝格尔南 － 4 － 哈特霍夫 － 2/4 － 哈特畔 － 7 － 欧洲工业园北 － 2 － 松园 | 23/25         | 31/33         | 高峰时段在哈特畔至松园间加密运行 | 往 返                                                 |
| 172      | 达豪火车站 － 5 － 卡尔斯费尔德-慕尼黑街 － 5 － 路德维希费尔德居民区 － 1 － 费德莫兴湖 － 4 － 费德莫兴火车站 － 1 － 哈森贝格尔 － 迪尔费尔街 － 7/6 － 宝马研创中心 － 1 － 哈特畔                              | 33/32         | 43/45         | 费德莫兴至哈特畔间周末不开行 | 返 往                                                 |
| 173      | 费德莫兴火车站 － 9 － 奥林匹克中心 － 奥林匹克公园冰上运动场 － 佩图埃尔环路 | 13            | 19/20         | | 往 返                                                 |
| 175      | 路德维希费尔德（露营广场） － 4 － 法萨内利火车站 － 3 － 奥林匹克购物中心 － 3/2 － 奥林匹克媒体城 － 1/2 － 格奥尔格·布劳赫勒环路                                                                                 | 16            | 23            | | 往 返                                                 |
| 176      | 卡尔斯费尔德街 － MAN集团生活区（仅回程） － 2/3 － 编组站 － 4 － 莫萨赫火车站 | 9/11          | 12/18         | 在高峰时段大部分与区域巴士710线共同运行并提供10分钟一班的间隔，其余时段则为20分钟一班                                                                                   | 往 返                                                 |
| 177      | 佩图埃尔环路 － 3 － 法兰克福环路 － 1 － 因戈尔施塔特街 － 4 － 学生城 | 12            | 17/19         | | 往 返                                                 |
| 178      | 弗莱曼赫茨尔 － 3/2 － 松园－ 9 － 法兰克福环路 － 4 － 佩图埃尔环路 | 20/19         | 30            | 弗莱曼赫茨尔至松园间仅在工作日运行至20:30。松园至法兰克福环路间仅在周一－周六的6:30至22:30运行。                                                                        | 往 返                                                 |
| 179      | 奥尔舍夫斯基弯路 － 5 － 法兰克福环路 | 7             | 10/8          | 周日不开行 | 往 返                                                 |
| 180      | 松园 － 2 － 欧洲工业园北 － 7/8 －哈特畔南 － 6 － 奥林匹克中心 － 1 － 格奥尔格·布劳赫勒环路 － 1 － 西部陵园 | 23/25         | 34/37         | 周日不开行 | 往 返                                                 |
| 181      | （迪尔尼斯马宁-克兰茨贝格大道 － 弗略特马宁奥恩居民区 －） 瓦尔纳街 － 5 － 巴伐利亚广播公司 － 3 － 学生城 | 11            | 11/10         | 迪尔尼斯马宁至瓦尔纳街间每日仅两班；高峰时段从瓦尔纳街至学生城间的加密班次不经行巴伐利亚广播公司                                                                        | 往 返                                                 |
| 183      | 阿拉贝拉公园 － 2/1 － 科西马游泳馆 － 7/8 － 达尔芬火车站东 － 2 － 赛马场 － 6/7 － 展览城西 | 23/24         | 28            | 自展览城西起继续作为139号线运行至特鲁德灵。傍晚仅至赛马场，周末上午仅至达尔芬火车站。                                                                                   | 往 返                                                 |
| 184      | 阿拉贝拉公园 － 2/1 － 科西马游泳馆 － 7 － 约翰內斯基兴火车站 － 1 － 韦斯特兰草场 | 14/13         | 16            | | 往 返                                                 |
| 185      | 阿拉贝拉公园 － 8/9 － 莱姆畔山火车站 － 5 － 特鲁德灵火车站 － 10 － 伊蒂斯街 | 27/28         | 34/32         | | 往 （页面存档备份，存于） 返 （页面存档备份，存于）   |
| 186      | 宫廷啤酒屋大道 － 2 － 展览城东 | 4             | 5/6           | 作为190号线继续运行至里姆；早晨仅开行4班、午后仅开行5班；周末不开行 | 往 返                                                 |
| 187      | 阿拉贝拉公园 － 4/3 － 埃夫纳街（仅返程） － 1 － 上弗灵市民公园 － 9 － 理查德·施特劳斯街 － 6/7 － 莱姆畔山火车站 － 3 － 约瑟夫堡 － 1 － 米夏埃利游泳馆                                                         | 30/31         | 40/39         | 莱姆畔山火车站至米夏埃利游泳馆间于周日不开行 | 往 （页面存档备份，存于） 返 （页面存档备份，存于）   |
| 188      | 下弗灵-费希滕街 － 6 － 圣埃默拉姆 － 3 － 上弗灵市民公园 － 6 － 理查德·施特劳斯街 － 7 － 达尔芬火车站西 | 27            | 29            | 周末在圣埃默拉姆至下弗灵间为40分钟一班。在慕尼黑境内通过189线加密。 | 往 （页面存档备份，存于） 返 （页面存档备份，存于）   |
| 189      | 下弗灵火车站 － 5/4 － 圣埃默拉姆 － 3 － 上弗灵市民公园 － 6 － 理查德·施特劳斯街 － 7 － 达尔芬火车站西 | 26/25         | 30            | 分段加密188线。周末及公众假期不开行。 | 往 返                                                 |
| 190      | 火车东站/和平街 － 7 － 莱姆畔山火车站 － 2/1 － 扎姆多夫居民区 － 5 － 里姆火车站 － 4 － 展览城西 － 4 － 展览城东                                                                                                | 28/27         | 40            | 高峰时段部分班次自展览城东站起作为186线继续运行至宫廷啤酒屋大道 | 往 （页面存档备份，存于） 返 （页面存档备份，存于）   |
| 191      | 火车东站/和平街 － 7 － 莱姆畔山火车站 － 2/1 － 扎姆多夫居民区 － 2/3 － 扎米拉公园 | 15            | 19/20         | 所述路径仅下午、返程仅上午开行；运行至约20:30止，周日及公众假期不开行                                                                                                   | 往 返                                                 |
| 191      | 火车东站/和平街 － 7 － 莱姆畔山火车站 － 卡斯滕鲍尔街 － 2/3 － 扎米拉公园 | 13/14         | 19            | 所述路径仅上午、返程仅下午开行；运行至约20:30止，周日及公众假期不开行                                                                                                   | 往 返                                                 |
| 192      | 特鲁德灵火车站 － 6/7 － 孚日山街 － 4 － 奎德街 － 1 － 新佩拉赫中心 | 15/16         | 21/23         | | 往 返                                                 |
| 193      | 特鲁德灵火车站 － 4 － 和平林荫道 － 7 － 哈尔-雅格费尔德中心 | 14            | 18            | | 往 返                                                 |
| 194      | 里姆火车站 － 2 － 莫斯费尔德工业区 － 6 － 特鲁德灵火车站 － 10 － 瑙厄街 | 22            | 31/29         | 周末在里姆火车站至特鲁德灵火车站间不开行 | 往 返                                                 |
| 195      | 米夏埃利游泳馆 － 1 － 圣维塔街 － 11 － 垄沟畔 － 4 －新佩拉赫医院 － 2 － 新佩拉赫南 | 23            | 28            | 在米夏埃利游泳馆与199号线相连。周末仅在米夏埃利游泳馆至垄沟畔间开行。                                                                                                   | 往 返                                                 |
| 196      | 新佩拉赫中心 － 4 － 佩拉赫火车站 － 8 － 新佩拉赫南 | 15            | 21/19         | 运行至22时。周日仅在佩拉赫火车站至佩拉赫南间运行。 | 往 返                                                 |
| 197      | 新佩拉赫中心 － 5 － 奎德街 － 5 － 新佩拉赫医院 － 2 － 新佩拉赫中心 | 16            | 20            | 所述路径为顺时针运行并称为“内环线”，相反方向运行的为“外环线” | 往 返                                                 |
| 198      | 新佩拉赫中心 － 2 － 新佩拉赫医院 － 3 － 克拉拉·齐格勒弯路 | 8             | 9             | | 往 返                                                 |
| 199      | 米夏埃利游泳馆 － 7 － 奎德街 － 1 － 新佩拉赫中心 － 1 － 新佩拉赫南 － 3 － 下比贝格 － 2 － 新比贝格-英飞凌园区西                                                                                                | 20            | 31/33         | 在米夏埃利游泳馆与195号线相连。傍晚不开行，周日仅在米夏埃利游泳馆至新佩拉赫南间开行。                                                                                   | 往 （页面存档备份，存于） 返 （页面存档备份，存于）   |
| 夜间巴士 | |               |               | |                                                       |
| N40      | 松园 － 4 － 学生城 － 10 － 慕尼黑自由广场 － 6 － 卡尔广场（斯塔修斯） － 5 － 哈拉斯畔 － 8 － 霍尔茨阿普费尔克罗伊特 － 6/7 － 大哈登医院                                                                       | 46/47         | 56/55         | | 往 （页面存档备份，存于） 返 （页面存档备份，存于）   |
| N41      | 费德莫兴火车站 － 11/10 － 哈特畔 － 5 － 沙伊德广场南 － 3 － 慕尼黑自由广场 － 6 － 卡尔广场（斯塔修斯） － 5 － 哈拉斯畔 － 6/7 － 埃登巴赫街 － 15 － 菲尔斯滕里德西                                            | 60            | 70            | 周末交替在费德莫兴－埃登巴赫街间以及哈特畔－菲尔斯滕里德西兴间的路径运行                                                                                                | 往 （页面存档备份，存于） 返                          |
| N43 N44  | 火车东站 － 6 － 吉兴火车站 － 9/10 － 哈拉斯畔 － 10 － 鹿园火车站 － 4 － 红十字广场 － 10 － 慕尼黑自由广场 － 6/7 － 赫尔科默广场 － 5 － 火车东站                                                              | 59/61         | 66/70         | 环线；N43线如所述的顺时针方向运行，N44线则以逆时针方向运行 | N43 N44                                               |
| N45      | 慕尼黑自由广场 － 6 － 卡尔广场（斯塔修斯） － 8/7 － 西尔伯霍恩街 － 6 － 火车东站 － 3/2 － 卡尔·普莱斯广场 － 11/8 － 奎德街（仅去程） － 5/0 － 新佩拉赫医院（仅去程） － 4 － 瓦尔德佩拉赫                     | 50/43         | 56/47         | 未集成至斯塔修斯的共用线路中。抵达瓦尔德佩拉赫后直接返回。 | 往 返 （页面存档备份，存于）                          |
| N71      | 卡尔斯费尔德-花园街 － 4/5 － 卡尔斯费尔德街 － 2/4 － 路德维希费尔德（露营广场） － 4 － 法萨内利火车站 － 3 － 奥林匹克购物中心 － 2/3 － 西部陵园                                                                | 21/25         | 23/30         | 仅在周六、周日和公众假期的前夜开行。终到卡尔斯费尔德的迴车行驶不计停车时间。                                                                                            |                                                       |
| N72      | 圣埃默拉姆 － 5/8 － 科西马游泳馆 － 博根豪森医院 － 阿拉贝拉公园 － 1 － 埃夫纳广场 － 赫尔科默广场 | 12/15         | 10/12         | 终到圣埃默拉姆的迴车行驶不计停车时间。 | 往 （页面存档备份，存于） 返 （页面存档备份，存于）   |
| N74      | 火车东站 － 8/6 － 扎姆多夫居民区 － 9/10 － 展览城东 | 20/19         | 21/19         | | 往 返                                                 |
| N75      | 火车东站 － 3/2 － 卡尔·普莱斯广场 － 10 － 松园街 | 16/15         | 15/14         | 仅在周六、周日和公众假期的前夜开行。终到松园街的迴车行驶不计停车时间。                                                                                                  | 往 返                                                 |
| N76      | 迪尔费尔街 － 0/3 － 哈森贝格尔 － 7 － 勒歇瑙湖 － 5 － 奥林匹克中心 － 1 － 佩图埃尔环路 | 19/22         | 23            | 仅在周六、周日和公众假期的前夜开行。终到迪尔费尔街的迴车行驶不计停车时间。                                                                                              | 往 返                                                 |
| N77      | 新奥宾西 － 8 － 西十字火车站 － 2 － 帕辛火车站 | 13            | 12/13         | 仅在周六、周日和公众假期的前夜开行 | 往 返 （页面存档备份，存于）                          |
| N78      | 布鲁滕堡 － 3/4 － 上门青火车站（仅去程） － 下门青火车站（仅回程） － 5/8 － 宁芬堡宫 － 罗曼广场 － 4 － 莱姆火车站 － 10/8 － 布鲁门瑙                                                                           | 28/30         | 24/29         | 仅在周六、周日和公众假期的前夜开行。在两端终点站的迴车行驶不计停车时间。                                                                                                | 往 （页面存档备份，存于） 返                          |
| N79      | 新佩拉赫南 － 1 － 新佩拉赫中心 － 1 － 奎德街 － 5 － 圣维塔街 － 3 － 特鲁德灵火车站 － 18/17 － 哈尔-路德维希·莫泽街                                                                                             | 35/34         | 33/32         | 仅在周六、周日和公众假期的前夜开行 | 往 返                                                 |
| N80 N81  | 帕辛火车站 － 3 － 新奥宾火车站 － 7 － 盖默灵市政厅 － 2 － 普赫海姆地方教堂 － 9/7 － 普赫海姆-豪斯街 － 5 － 格勒本采尔-普赫海姆街 － 6 － 洛赫豪森火车站 － 6 － 朗维德火车站 － 5 － 帕辛火车站                | 50/51         | 53/57         | 从帕辛起穿行市分区及郊区的环线；N80线如述以顺时针方向运行，N81线则以逆时针方向运行                                                                                      | N80 （页面存档备份，存于） N81 （页面存档备份，存于） |

### 区域巴士路线
除了慕尼黑交通公司运营和委托运营的城市巴士路线外，靠近城市范围的地区内还运营有单独的区域巴士线，它们由相邻的行政县负责维护。以下路线都有较长的路段位于城市范围内，因此不仅实现了邻近市镇与慕尼黑的连接，还实现了慕尼黑内部的连接。在慕尼黑境内的第一个或最后一个站点以斜体文字显示。
- 220  吉兴火车站 － 3 － 圣奎里广场 － 6 － 松园街 － 下哈兴火车站 － 温宁
- 259  帕辛火车站 － 4/5 － 海德尔路居民区 － 马丁沼地
- 265  帕辛火车站 － 4/5 － 海德尔路居民区 － 格雷弗尔芬 － 普拉内格火车站
- 268  森林陵园 － 4/3 － 大哈登 － 1 － 守林人街 － 格雷弗尔芬火车站
- 294  哈特畔 － 5 － 新赫尔贝格街 － 新赫尔贝格 － 加兴高桥
- 295  哈特畔 － 5 － 新赫尔贝格街 － 新赫尔贝格 － 上施莱斯海姆火车站
- 710  莫萨赫火车站 － 7 － 卡尔斯费尔德街 － 卡尔斯费尔德 － 达豪火车站
- 830  洛赫豪森火车站 － 鸡鸣路 － 格勒本采尔 － 普赫海姆火车站北